# モーザ・ドゥーグ
モーザ・ドゥーグ、モーザ・ドゥー 、モーザ・デュウ、マーザ・ドゥー（マン島語: moddey dhoo、発音：/ˈmoːdðə dðuː/ または /ˈmaːdə 'duː/,; 音写: "mauthe doog"、"mauthe dhow"、"moor tha doo"）は、ケルト語系 マン語で「黒い犬」を意味し、マン島の西岸に建つピール城に出没したといわれる伝説の毛深い黒妖犬をさす。旧来の伝説では大きめのスパニエル種犬ほどの大きさの黒犬とされている（ § 18世紀の記述参照）。
後年では、一般にマン島に出現した黒犬の姿の怪異のことをいう。モーザ・ドゥーグを 「仔牛ほど大きく、ピューター製の皿のような眼をした」だとする描写は、おそらく近年つくられたものであろう。「仔牛大」という目撃例は郷土史家ギルが採集している（ § 近代の目撃例参照）。

## 語釈
古い刊行本の表記を引き継いで「モーザ・ドゥーグ」と表記されているが、「ドゥーグ」はけっして「ドッグ(犬)」の意味ではなく、正しくは「ドゥー」（dhoo）でありケルト語系で「黒色」さす。そしてモーザ（moddy、ウォーザ（voddyと子音変化もする）が「犬」の意の単語である。

## 18世紀の記述
18世紀のマン島在住の郷土史作家ジョージ・ウォルドロンによる記述が、ピール城の黒犬の伝説にまつわる唯一の確固たる情報源のようである。その著書『マン島の歴史と描写』(仮訳題名)では、この怪異は次のように伝えられている：
ピール城からは、一本の通路が教会の地所を突っ切って、守衛隊長の住棟と連絡していたが、「モーザ・ドゥーグは、いつも日暮れとともにその通路からあらわれ、朝がおとずれると、またそこへ戻っていった」
城の守衛たちは、毎日交代で誰かが最後に城門を施錠して、例の通路をとおり、守衛隊長に鍵を渡す務めになっていたが、犬に用心して、仲間内のあいだでは、かならずあくる日の当番が同伴して二人制でおこなうようにしていた。ところが、あるときひとりの守衛が泥酔し、黒妖犬なんのそのと、当番でもないのに鍵を引っつかんで、通路に入ってしまった。不気味な音がしたが、誰も確かめに行くものはいない。その男がやがて守衛房にもどってくると、あきらかに恐怖にさらされた様子で、何がおこったのか口を聞くこともできなかった。そのまま三日もたつと死んでしまったという。その男の四肢や容貌はみにくくゆがんでいて、自然死ではない苦しい死に方をしたのだとされた。それがその犬の目撃の最期であった。亡霊犬が「出る」道は封鎖され、別の通路が建設された。
モーザ・ドゥーグはウォルター・スコットが、連作ウェイヴァリー集の一篇、『ピークのペヴァリル 』 (1823年)のなかで "Manthe Dog" を紹介したことから、一般にも知られるようになった。ただしスコットは小説にあわせて設定を変えており、大きな毛むくじゃらの黒いマスチフ犬だとして、体形を大型に変えている。

## 近代の目撃例
W・ウォルター・ギル（1963年没）が収集した『マン島のスクラップブック』という風土史では、ピール城ではないが、島のあちこちで不気味な黒犬が目撃されたという報告や、証言を記録している。

マルー教区では、バラモダ村の「道路のロビン」という名の野原に、普通種のモーザ・ドゥーグが出現したといわれ、バラギルバート・グレンまたはキンリーの谷と呼ばれる谷の東側に建つ農家に通じる小道には、ハンゴー・ヒルで見られるのと同様の首なしのモーザ・ドゥーグが潜んでいたという。

ギルは、また、ラムジー町の近郊の、ミルンタウン・コーナー という場所の目撃談を記録する。1927年、著者の友人が道すがらにすれちがった犬は、グレン・オールディンの方向に向かっていったのであるが、「黒く、長く毛深い体毛で、目は火にくべた炭のようだった」と証言されている。また、1931年、ある町医者が、夜半、車を運転中にこの街角を過ぎると、そこにいたのは「大型の黒犬のような生き物で、仔牛にせまる大きさだった」 。

## 大衆文化
- 英国の漫画家トム・シデル（Tom Siddell）作『ガンナークリッグ・コート（英語版）』に、プシューコポンポス（英語版）（死者を冥界に案内する役）として登場。
- SF作家ショーニン・マグワイアの October Daye シリーズに、妖精犬類の系統として登場。

- 新紀元社『幻想世界の住人たちⅡ』では「モーサドゥーグ」 と表記される[22]。
- みなぎ得一作品の登場人物#妖精・魔物に、モーザ・ドゥーグ、カーヴァル・ウシュタ、タルー・ウシュタら、もとはマン島の怪異が登場。
- 高橋弥七郎のライトノベル作品『灼眼のシャナ』の“紅世の徒”（ぐぜのともがら）、“吠狗首（はいこうしゅ）”ドゥーグは、燐子『黒妖犬（モディ）』の使い手。
- ゲーム「ファイアーエムブレム 聖魔の光石」に「モーサドゥーグ」が敵軍部隊として登場。